# Albumy numer jeden w roku 2020 (USA)
Notowanie Billboard 200 przedstawia najlepiej sprzedające się albumy w Stanach Zjednoczonych. Publikowane jest ono przez tygodnik „Billboard”, a dane kompletowane są przez Nielsen SoundScan w oparciu o cotygodniowe wyniki sprzedaży cyfrowej oraz fizycznej albumów.

## Historia notowania
| Data publikacji | Album                                 | Artysta                    | Źródło |
| --------------- | ------------------------------------- | -------------------------- | ------ |
| 4 stycznia      | Fine Line                             | Harry Styles               | [ 1 ]  |
| 11 stycznia     | JackBoys                              | JackBoys i Travis Scott    | [ 2 ]  |
| 18 stycznia     | Please Excuse Me for Being Antisocial | Roddy Ricch                | [ 3 ]  |
| 25 stycznia     | Rare                                  | Selena Gomez               | [ 4 ]  |
| 1 lutego        | Music to Be Murdered By               | Eminem                     | [ 5 ]  |
| 8 lutego        | Please Excuse Me for Being Antisocial | Roddy Ricch                | [ 6 ]  |
| 15 lutego       | Funeral                               | Lil Wayne                  | [ 7 ]  |
| 22 lutego       | Please Excuse Me for Being Antisocial | Roddy Ricch                | [ 8 ]  |
| 29 lutego       | Changes                               | Justin Bieber              | [ 9 ]  |
| 7 marca         | Map of the Soul: 7                    | BTS                        | [ 10 ] |
| 14 marca        | My Turn                               | Lil Baby                   | [ 11 ] |
| 21 marca        | Eternal Atake                         | Lil Uzi Vert               | [ 12 ] |
| 28 marca        | Eternal Atake                         | Lil Uzi Vert               | [ 13 ] |
| 4 kwietnia      | After Hours                           | The Weeknd                 | [ 14 ] |
| 11 kwietnia     | After Hours                           | The Weeknd                 | [ 15 ] |
| 18 kwietnia     | After Hours                           | The Weeknd                 | [ 16 ] |
| 25 kwietnia     | After Hours                           | The Weeknd                 | [ 17 ] |
| 2 maja          | Blame It on Baby                      | DaBaby                     | [ 18 ] |
| 9 maja          | 38 Baby 2                             | YoungBoy Never Broke Again | [ 19 ] |
| 16 maja         | Here and Now                          | Kenny Chesney              | [ 20 ] |
| 23 maja         | Good Intentions                       | Nav                        | [ 21 ] |
| 30 maja         | High Off Life                         | Future                     | [ 22 ] |
| 6 czerwca       | Wunna                                 | Gunna                      | [ 23 ] |
| 13 czerwca      | Chromatica                            | Lady Gaga                  | [ 24 ] |
| 20 czerwca      | My Turn                               | Lil Baby                   | [ 25 ] |
| 27 czerwca      | My Turn                               | Lil Baby                   | [ 26 ] |
| 4 lipca         | My Turn                               | Lil Baby                   | [ 27 ] |
| 11 lipca        | My Turn                               | Lil Baby                   | [ 28 ] |
| 18 lipca        | Shoot for the Stars, Aim for the Moon | Pop Smoke                  | [ 29 ] |
| 25 lipca        | Legends Never Die                     | Juice Wrld                 | [ 30 ] |
| 1 sierpnia      | Legends Never Die                     | Juice Wrld                 | [ 31 ] |
| 8 sierpnia      | Folklore                              | Taylor Swift               | [ 32 ] |
| 15 sierpnia     | Folklore                              | Taylor Swift               | [ 33 ] |
| 22 sierpnia     | Folklore                              | Taylor Swift               | [ 34 ] |
| 29 sierpnia     | Folklore                              | Taylor Swift               | [ 35 ] |
| 5 września      | Folklore                              | Taylor Swift               | [ 36 ] |
| 12 września     | Folklore                              | Taylor Swift               | [ 37 ] |
| 19 września     | Detroit 2                             | Big Sean                   | [ 38 ] |
| 26 września     | Top                                   | YoungBoy Never Broke Again | [ 39 ] |
| 3 października  | Folklore                              | Taylor Swift               | [ 40 ] |
| 10 października | Tickets to My Downfall                | Machine Gun Kelly          | [ 41 ] |
| 17 października | Savage Mode II                        | 21 Savage i Metro Boomin   | [ 42 ] |
| 24 października | Shoot for the Stars, Aim for the Moon | Pop Smoke                  | [ 43 ] |
| 31 października | Folklore                              | Taylor Swift               | [ 44 ] |
| 7 listopada     | What You See Is What You Get          | Luke Combs                 | [ 45 ] |
| 14 listopada    | Positions                             | Ariana Grande              | [ 46 ] |
| 21 listopada    | Positions                             | Ariana Grande              | [ 47 ] |
| 28 listopada    | Power Up                              | AC/DC                      | [ 48 ] |
| 5 grudnia       | Be                                    | BTS                        | [ 49 ] |
| 12 grudnia      | El último tour del mundo              | Bad Bunny                  | [ 50 ] |
| 19 grudnia      | Wonder                                | Shawn Mendes               | [ 51 ] |
| 26 grudnia      | Evermore                              | Taylor Swift               | [ 52 ] |